# Somonauk
Somonauk es una villa ubicada en el condado de DeKalb en el estado estadounidense de Illinois. En el Censo de 2010 tenía una población de 1893 habitantes y una densidad poblacional de 302,02 personas por km².

## Geografía
Somonauk se encuentra ubicada en las coordenadas 41°38′5″N 88°41′15″O / 41.63472, -88.68750. Según la Oficina del Censo de los Estados Unidos, Somonauk tiene una superficie total de 6.27 km², de la cual 6.25 km² corresponden a tierra firme y (0.21%) 0.01 km² es agua.

## Demografía
Según el censo de 2010, había 1893 personas residiendo en Somonauk. La densidad de población era de 302,02 hab./km². De los 1893 habitantes, Somonauk estaba compuesto por el 96.3% blancos, el 0.21% eran afroamericanos, el 0.21% eran amerindios, el 0.26% eran asiáticos, el 0% eran isleños del Pacífico, el 1.32% eran de otras razas y el 1.69% pertenecían a dos o más razas. Del total de la población el 4.07% eran hispanos o latinos de cualquier raza.